# Carmesim
Carmesim é um tom de vermelho forte, brilhante e profundo, combinado com algum azul, do qual resulta um certo grau de púrpura. É a cor do corante produzido por um inseto — Kermes vermilio —, mas o nome também é usado para descrever cores ligeiramente azul-avermelhadas em geral que estejam entre o vermelho e o rosado.

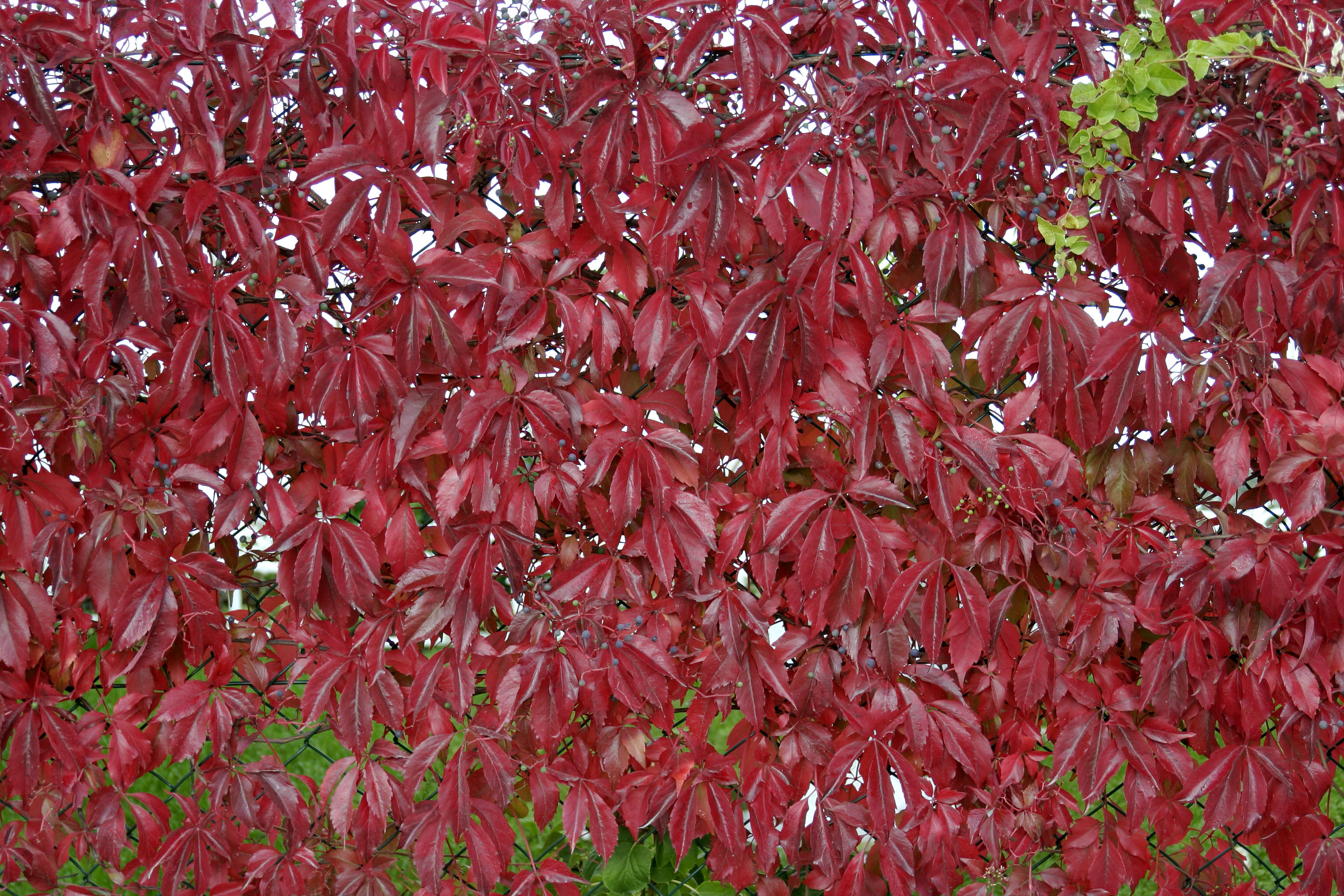
Folhas de outono carmesim.

## História
O carmesim era produzido usando os corpos secos dos insetos do género Kermes os quais tinham valor comercial em países Mediterrânicos, onde vivem no carrasco, sendo depois vendidos por toda a Europa. O corante de Kermes foi encontrado em embrulhos fúnebres na anglo-escandinava York. Caíram em desuso devido à introdução da cochonilha, porque apesar de os corantes serem comparáveis em qualidade e intensidade, precisava de dez a doze vezes mais quantidades de kermes para produzir o mesmo efeito que a cochonilha.